# Rethondes
Rethondes es una comuna francesa del departamento de Oise en la región de Alta Francia.
La comuna es célebre por albergar el bosque de Compiègne donde se encontraba el vagón de tren donde se firmó el armisticio entre Francia y Alemania el 11 de noviembre de 1918 poniendo fin a la Primera Guerra Mundial.
Tras la victoria inicial del Tercer Reich sobre Francia al comienzo de la Segunda Guerra Mundial, Adolf Hitler dispuso que el nuevo armisticio fuese firmado en el mismo lugar y vagón el 22 de junio de 1940.